# Dan (affluent du Jourdain)
Pour les articles homonymes, voir Dan.
La Dan (en Hebreu: דן dan, en Arabe: الدان) est une rivière du proche-Orient qui est le principal tributaire du Jourdain. Elle possède plusieurs sources qui jaillissent autour de Tel Dan en suivant une ligne de faille.
La rivière tient son nom de la ville israélienne qui a été capturée par la Tribu de Dan, une des douze tribus d'Israël, d'après le Livre des Juges. Même si sa longueur totale n'est que de 20 km, elle apporte 238 000 000 m3 annuellement dans la vallée de la Houla.
La tribu de Dan a occupé une forteresse cannanéenne appelée soit Léchem (Josué 19.47) soit Laïs (Juges 18.27). le nom Laïs apparaît dans les textes égyptiens remontant au XIXe siècle avant notre ère. L'antique Laïs fut renommée Dan. Et la rivière reçu son nom. Au XXe siècle, la ville porte de nom de Tel al-Qaqi.

## Source
- (en) Cet article est partiellement ou en totalité issu de l’article de Wikipédia en anglais intitulé « Dan River (Middle East) » (voir la liste des auteurs).